# أبو العلا عفيفي
أبو العلا عفيفي (1897 -1966)، مؤرخ مصري، متخصص بالفلسفة والتصوف الإسلامي.

## سيرته
تخرج في دار العلوم 1921 وأوفد في بعثة علمية إلى إنجلترا حيث حصل على الدكتوراه في الفلسفة من جامعة كمبردج 1930 برسالته عن «فلسفة ابن عربي الصوفية» تحت اشراف المستشرق البريطاني رينولد نيكلسون. وعاد ليلتحق بجامعة القاهرة مُدِّرسًا للفلسفة 1930.
نقل إلى جامعة الإسكندرية عند إنشائها 1941 كان عندئذ أستاذًا مساعدًا، وحصل على درجة الأستاذية 1946. وظل أستاذًا بجامعة الإسكندرية حتى أحيل إلى التَّقاعُد 1957. وهو غزير الإنتاج في ميدان التصوف الإسلامي بصفة عامة، وفي ابن عربي على وجه الخصوص. فقد نشر كتاب ابن عربي «فصوص الحكم» وعلَّق عليه وشرحه 1947 وأخيرا تركزت خبرته وعلمه في كتاب «التصوف: الثورة الروحية في الإسلام» 1963 فجاء كتابًا جامعًا شاملاً لحركة التصوف في أسلوب علمي دقيق ناصع. كان عضوًا في المجلس الأعلى لرعاية الآداب والفنون والعلوم الاجتماعيَّة من 1957 حتَّى وفاته. كما كان خلال هذه الفترة نفسها أستاذًا غير متفرغ بجامعة الإسكندرية.

## مؤلفاته
ترك الدكتور أبو العلا عفيفي، آثارًا كثيرة معظمها في المجلات. وقد قام الدكتور عبد الرحمن بدوي بجمع وإحصاء آثار أبي العلا عفيفي، فكان الناتج ما يلي:
- 1 ـ «من أين استقى محيي الدين بن عربي فلسفته الصوفية» بحث نشر بمجلة كلية آداب القاهرة سنة 1922.
- 2 ـ «نظريات الإسلاميين في الكلمة (Logos)» بحث نشر بمجلة كلية آداب القاهرة سنة 1924.
- 3 ـ «جواهر الإسلام» لعضد الدين الإيجي، نشر وتحقيق وتعليق، بحث نشر بمجلة كلية آداب القاهرة سنة 1925.
- 4 ـ «المنطق التوجيهي» كتاب مدرسي، سنة 1928.
- 5 ـ The mystical philosophy of Muhyid Din – Ibn Arabi – Cambridge, 1939. وهي رسالة الدكتوراه.
- 6 ـ «الملامتية» بحث في مجلة كلية آداب القاهرة سنة 1942.
- 7 ـ «الملامتية والصوفية وأهل الفتوة» بحث في مجلة كلية الآداب بجامعة الإسكندرية سنة 1942.
- 8 ـ «الأثر الفلسفي الإسكندري في رسالة حي بن يقظان لابن سينا» بحث في مجلة كلية آداب الإسكندرية سنة 1944.
- 9 ـ «فصوص الحكم لابن عربي» طبع للنص، وتعليقات مستفيضة عليه، في جزئين سنة 1947.
- 10 ـ «تأثير الكتب المنسوبة إلى هرمس في التفكير الإسلامي» بحث بالإنجليزية نشر في لندن سنة 1951.
- 11 ـ «الناحية الصوفية في فلسفة ابن سينا» بحث نشر في الكتاب الذهبي الذي صدر بمناسبة العيد الألفي لميلاد ابن سينا، سنة 1952.
- 12 ـ «الحب والخير والجمال في فلسفة ابن سينا» مقال بمجلة الثقافة سنة 1952.
- 13 ـ «فهرست مؤلفات ابن عربي: تحقيق النص مع تعليقات وافية، مقال نشر في مجلة كلية آداب الإسكندرية سنة 1955.
- 14 ـ «بحث عن مؤلفات ابن عربي» التي بالإنجليزية في مؤتمر المستشرقين الثالث والعشرين الذي عقد في كمبردج سنة 1954.
- 15 ـ بحث بالإنجليزية عن «التصوف بوصفه نظرية في المعرفة وضبط النفس» بتكليف من الإدارة الثقافية بجامعة الدول العربية.
- 16 ـ «تحقيق كتاب البرهان من منطق الشفا لابن سينا».
- 17 ـ فصل بالإنجليزية عن «محيي الدين ابن عربي»، من كتاب «تاريخ الفلسفة الإسلامية الذي أصدره م.م. شريف في باكستان.
- 18 ـ «أبو القاسم بن قسي وكتاب خلع النعلين» بحث نشر في مجلة كلية آداب الإسكندرية سنة 1958.
- 19 ـ مقالات عن القشيري والملامتية وابن عربي بالإنجليزية، نشرت في دائرة المعارف الأوردية بالباكستان.
- 20 ـ «أثر الغزالي في توجيه الحياة العقلية والروحية في الإسلام» ـ بحيث نشر في أعمال مهرجان الغزالي المنعقد بدمشق سنة 1961.
- 21 ـ «موقف ابن خلدون من الفلسفة والتصوف» بحث ألقي في مهرجان ابن خلدون بالقاهرة في ديسمبر سنة 1961.
- 22 ـ «شارح مجهول من شراح الرسالة القشيرية»، بحث نشر بمجلة كلية آداب الإسكندرية سنة 1960.
- 23 ـ «الرسالة القشيرية» مقال في مجلة «تراث الإنسانية» المجلد الأول، العدد السادس.
- 24 ـ «كتاب الفتوحات المكية لابن عربي» مقال نشر في مجلة «تراث الإنسانية» المجلد الأول، العدد الثاني.
- 25 ـ «تحقيق كتاب اللطف» أحد أجزاء كتاب المغني للقاضي عبد الجبار المعتزلي سنة 1962.
- 26 ـ تحقيق كتاب «مشكاة الأنوار» للغزالي.
- 27- التصوف الثورة الروحية في الإسلام.

## ترجماته
كما قام بترجمة المقالات والأبحاث الآتية:
- 1 ـ «كتاب مجمل المعرفة الحديثة» تأليف أ. وولف.
- 2 ـ «مقالة اعلام من كتاب ما بعد الطبيعة لأرسطو في مجلة كلية آداب القاهرة.
- 3 ـ «كتاب المدخل لدراسة الفلسفة لاوزفبلد كولبه».
- 4 ـ «مقالات لينكلسون في التصوف» وقد جمعهم في كتاب بعنوان «فن التصوف الإسلامي وتاريخه».
- 5 ـ الفصل الثاني والعشرين من كتاب تاريخ العلم لسارتون.
- 6 ـ كما ترجم من العربية إلى الإنجليزية كتاب «فصوص الحكم لابن عربي مع تعليقات عليه.[2]

## جهوده
أوفد عقب تخرجه من كلية دار العلوم عام 1961 إلى بريطانيا لدراسة التربية وعلم النفس، وفي سنة 1924 حصل على دبلوم الدولة فيهما. وفي سنة 1927، نال درجة الباكالوريوس في الفلسفة من جامعة كمبردج، وبقي فيها حتى سنة 1930 حيث حصل على درجة الدكتوراة في الفلسفة برسالة عن «فلسفة ابن عربي الصوفية». وفي هذه السنة بالذات عاد إلى وطنه مصر، أستاذا في كلية الآداب بجامعة القاهرة، مدرسا للفلسفة والمنطق والتصوف إلى جانب أساتذة أمثال: بربيه الذي له مؤلفات في الفلسفة وتاريخها، وروجيه، وكواربيه، والشيخ مصطفى عبد الرزاق الذي جمع بين الثقافتين العربية والغربية، والدكتور منصور فهمي الذي له مؤلفات في الفلسفة والأخلاق وعلم الجمال، وغيرها. وفي سنة 1946 عين رئيسا لقسم الفلسفة بكلية آداب القاهرة حتى أحيل على التقاعد في سنة 1957. انتدب للتدريس في جامعة لندن، وكذلك في كلية هاملتون بالولايات المتحدة الأمريكية، حيث قام بالتدريس فيهما الفلسفة الإسلامية والمنطق والتصوف. كما عين عضوا في المجلس الأعلى لرعاية الفنون والآداب، الذي بقي فيه حتى وفاته.

## وفاته
توفي في مدينة الإسكندرية بعد معاناته من مرض عضال عام 1966 ودفن فيها.

## صفحات ذات صلة
التصوف الثورة الروحية في الإسلام (كتاب)